# Chính Hoàng kỳ
Chính Hoàng kỳ (tiếng Mãn: ᡤᡠᠯᡠ
ᡧᡠᠸᠠᠶᠠᠨ

Chính Hoàng kỳ

ᡤᡡᠰᠠ, Möllendorff: gulu suwayan gūsa, Abkai: gulu suwayan gvsa, tiếng Trung: 正黃旗; tiếng Anh: Plain Yellow Banner) là một kỳ trong chế độ Bát kỳ của Thanh triều và được quản lý trực tiếp bởi Hoàng đế, lấy cờ sắc vàng thuần mà gọi tên, cùng với Tương Hoàng kỳ và Chính Bạch kỳ được xưng là Thượng Tam kỳ. Bị ảnh hưởng bởi khái niệm "chính phó" trong văn hóa Trung Quốc, mọi người ngày nay và các phim điện ảnh và truyền hình thường nhầm lẫn Chính Hoàng Kỳ là Kỳ đứng đầu của Bát Kỳ.

## Giản lược
Khoảng những năm 1601, Nỗ Nhĩ Cáp Xích dựa theo chế độ "Mãnh an mưu" của người Nữ Chân, quy định ra Biên chế cơ bản cho Bát kỳ, sau đó lại đặt ra 4 Kỳ phân biệt theo màu cờ hiệu là Hoàng (Suwayan), Bạch (Sanggiyan), Hồng (Fulgiyan), Lam (Lamun). Nỗ Nhĩ Cáp Xích đích thân quản lý Hoàng kỳ.
Về sau, khi thống nhất hoàn toàn các bộ lạc Nữ Chân, Nỗ Nhĩ Cáp Xích tổ chức tăng thêm bốn kỳ nữa. Các kỳ cũ được thêm danh xưng Chính (Gulu, không có viền), còn các kỳ mới có thêm màu viền trên cờ hiệu là có thêm danh xưng Tương (Kubuhe, có viền), gọi là Tương Hoàng kỳ, Tương Lam kỳ, Tương Bạch kỳ, Tương Hồng kỳ. Nỗ Nhĩ Cáp Xích vẫn đích thân quản lý Chính Hoàng kỳ và Tương Hoàng kỳ.
Cuối những năm Nỗ Nhĩ Cáp Xích tại vị, ông đã đem Chính Hoàng kỳ cho hai đích tử  của mình là A Tế Cách và Đa Nhĩ Cổn, lại chia một nửa Tương Hoàng kỳ cho đích ấu tử là Đa Đạc. Cũng từ đây mà địa vị Chính Hoàng kỳ và Tương Hoàng kỳ chính thức hoán đổi cho nhau, Tương Hoàng kỳ trở thành Kỳ đứng đầu và cũng là Kỳ tịch của Hoàng Đế nhà Thanh về sau. Đây cũng là giai đoạn duy nhất mà người sở hữu Ngưu lộc của hai Hoàng kỳ không phải là Đại Hãn hay Hoàng Đế.
Sau khi Nỗ Nhĩ Cáp Xích mất, con trai là Hoàng Thái Cực trở thành Đại Hãn. Hoàng Thái Cực lấy lý do hai Hoàng kỳ vốn thuộc sở hữu của Đại Hãn nên đã đổi hai Bạch kỳ với hai Hoàng kỳ, bản thân ông từ đó nắm giữ hai Hoàng kỳ, Đa Đạc từ Kỳ chủ Tương Hoàng kỳ trở thành Kỳ chủ Chính Bạch kỳ, A Tế Cách và Đa Nhĩ Cổn từ Kỳ chủ Chính Hoàng kỳ trở thành Kỳ chủ Tương Bạch kỳ. Trước đó, Chính Bạch kỳ vốn thuộc sở hữu của Hoàng Thái Cực và Tương Bạch kỳ thuộc sở hữu của Đỗ Độ - con trai trưởng của Chử Anh.
Sau khi Thuận Trị Đế lên ngôi, Đa Nhĩ Cổn trở thành Nhiếp chính vương. Đa Nhĩ Cổn đã sử dụng quyền lực của mình để độc chiếm hai Bạch kỳ, lấy Chính Lam kỳ vốn thuộc về Hào Cách giao cho Đa Đạc.
Đa Nhĩ Cổn qua đời, Thuận Trị Đế tiếp quản Chính Bạch kỳ, lại trả Tương Bạch kỳ cho hậu duệ Hào Cách. Kể từ đó, Hoàng đế trực tiếp quản lí Thượng Tam kỳ (Tương Hoàng kỳ, Chính Hoàng kỳ và Chính Bạch kỳ), ngược lại với Hạ Ngũ kỳ; bởi vì Thượng Tam kỳ do Hoàng đế trực tiếp cai quản nên các kỳ này không có Kỳ chủ. Thê thiếp của Hoàng đế, các Thái phi của Tiên đế, các Hoàng tử chưa phân phủ và các Công chúa chưa xuất giá có Kỳ tịch nằm trong Tương Hoàng kỳ. Cận vệ của Hoàng đế và Thị vệ của Tử Cấm Thành cũng được tuyển chọn từ Thượng Tam kỳ.

## Thông tin
| Binh lực                                                         | Tổng nhân khẩu | Kỳ chủ   | Lĩnh chủ |
| ---------------------------------------------------------------- | -------------- | -------- | -------- |
| 92 Tá lĩnh, 2 bán phân Tá lĩnh, binh lực ước chừng 37,000 tả hữu | Khoảng 250,000 | Hoàng đế | Không có |

Trong phân bố quân Bát kỳ đóng quân ở Bắc Kinh, quân Chính Hoàng kỳ được phân bố đóng ở bên trong Đức Thắng môn của Tử Cấm Thành và phía bắc Tiêu Gia Hà thôn lân cận Viên Minh Viên.

## Danh nhân thuộc Chính Hoàng kỳ
| Tên                      | Tên        | Tên                                            | Họ                        | Ghi chú |
| Hán - Việt               | Hán        | Mãn                                            | Họ                        | Ghi chú |
| ------------------------ | ---------- | ---------------------------------------------- | ------------------------- | --- |
| Mãn Châu                 |            |                                                |                           | |
| Ngạch Nhĩ Đức Ni         | 额尔德尼   | tiếng Mãn: ᡝᡵᡩᡝᠨᡳ, chuyển tả: Erdeni           | Na Lạp thị Hách Xá Lý thị | Ban đầu mang họ Na Lạp thị, sau được Hoàng Thái Cực ban họ Hách Xá Lý, quy vào gia tộc của Phụ chính đại thần Thạc Sắc (cha Sách Ni) và Đại học sĩ Hi Phúc. Ông cùng với Cát Cái sáng tạo ra văn tự cho tiếng Mãn và hoàn thiện bảng chữ cái này. Nhờ công lao, ông được ban hào "Ba Khắc Thập", phong A Tư Cáp Ni Cáp Phiên . Sau khi qua đời được truy thụy Văn Thành. |
| Minh An                  | 明安       | tiếng Mãn: ᠮᡳᠩᡤᠠᠨ, chuyển tả: Minggan          | Bác Nhĩ Tế Cát Đặc        | Nguyên là Bối lặc của Khoa Nhĩ Thấm Ngột Lỗ Đặc bộ (thuộc Mông Cổ Minh kỳ). Sau khi gia tộc quy thuận Đại Kim được đãi vào Mông Cổ Chính Hoàng kỳ, sau lại đãi vào Mãn Châu bổn kỳ. Ông thường bị nhầm lẫn với Minh An lão nhân (明安), nhạc phụ của Nỗ Nhĩ Cáp Xích, Bối lặc của Khoa Nhĩ Thấm, em trai của Mãng Cổ Tư. Ông được phong làm Nhất đẳng Cung Thành hầu. Sau khi qua đời được truy thụy Trung Thuận. Là thủy tổ của Khoa Nhĩ Thấm Tả dực Hậu kỳ Trát Tát Khắc Bác La Đặc Cát Đài Thân vương. |
| Dương Cổ Lợi             | 扬古利     | tiếng Mãn: ᠶᠠᠩᡤᡠᡵᡳ, Möllendorff: Yangguri      | Thư Mục Lộc               | 1 trong những Công thần khai quốc của Hậu Kim, lập nhiều chiến công cho Nỗ Nhĩ Cáp Xích và Hoàng Thái Cực. Sau khi qua đời, ông được truy phong Vũ Huân vương - 1 trong 2 trường hợp hiếm hoi của nhà Thanh cùng với Phúc Khang An. Ông được bồi táng vào Phúc lăng, phối hưởng Thái miếu. Con cháu được thế tập tước Nhất đẳng Anh Thành công. |
| Sách Ni                  | 索尼       | tiếng Mãn: ᠰᠣᠨᡳᠨ, chuyển tả: Sonin             | Hách Xá Lý                | Con trai của Thạc Sắc. Ông là người đứng đầu trong 4 Phụ chính đại thần thời Khang Hi, từng nhậm Lại bộ Khải lâm lang, Lĩnh thị vệ Nội đại thần, Nghị chính đại thần. Ông được phong tước Nhất đẳng Công. Sau khi qua đời được truy thụy Văn Trung. Ông có hai người con gái là Kế Phúc tấn của Nhạc Lạc và Đích Phúc tấn của Sát Ni. |
| Cát Bố Lạt               | 噶布喇     |                                                | Hách Xá Lý                | Con trai của Sách Ni. Từng nhậm Lĩnh thị vệ Nội đại thần. Ông được tập tước Nhất đẳng Công. Sau khi qua đời được truy thụy Khác Hi. Ông là cha của Hiếu Thành Nhân Hoàng hậu và Bình phi. |
| Sách Ngạch Đồ            | 索額圖     | tiếng Mãn: ᠰᠣᠩᡤᠣᡨᡠ, chuyển tả: Songgotu        | Hách Xá Lý                | Con trai Sách Ni. Ông cùng với Nạp Lan Minh Châu hình thành nên 2 phe tranh giành quyền lực thời Khang Hi, cũng là người đứng đầu "Thái tử đảng" ủng hộ Dận Nhưng. Từng nhậm Nội đại thần, Lĩnh thị vệ Nội đại thần, Nghị chính đại thần. Sau vì liên quan đến tranh vị Thái tử mà bị xử tử. |
| Hi Phúc                  | 希福       | tiếng Mãn: ᡥᡳᡶᡝ, chuyển tả: Hife               | Hách Xá Lý                | Em trai của Thạc Sắc. 1 trong những Công thần khai quốc của Hậu Kim. Nhiều lần đi sứ Mông Cổ. Ông tinh thông Mãn - Mông - Hán. Hoàn thành bản dịch của ba bộ sử về nhà Liêu, Kim và Nguyên. Nhờ công lao ông được ban hào "Ba Khắc Thập", phong Tam đẳng Tinh Kỳ Ni Cáp Phiên , tặng hàm Thái bảo, sau khi qua đời được truy thụy Văn Giản. |
| Suất Nhan Bảo            | 帥顏保     | tiếng Mãn: ᠰᡠᠸᠠᠶᠠᠮᠪᠣᡠ, Möllendorff: Suwayamboo | Hách Xá Lý                | Con trai của Hi Phúc. Ông từng nhậm Thượng Thư của Công bộ và Lễ bộ, Quốc sử viện Học sĩ, chịu trách nhiệm biên soạn Thế Tổ Chương Hoàng Đế thực lục. Ông có một con gái là Kế thê của Căn Độ . |
| Hách Dịch                | 赫奕       | tiếng Mãn: ᡥᡝᡳ, Möllendorff: Hei               | Hách Xá Lý                | Con trai của Suất Nhan Bảo. Ông từng nhậm Công bộ Thượng thư, Tổng quản Nội vụ phủ. Ông có một con gái là Chính thê của Hoằng Dục . |
| Tái Trùng A              | 賽沖阿     | tiếng Mãn: ᠰᠠᡳᠴᡠᠩᡤᠠ, Möllendorff: Saicungga    | Hách Xá Lý                | Ông từng nhậm Tướng quân của Tây An, Cát Lâm, Thành Đô và Thịnh Kinh; Đô thống của Hán quân Chính Bạch kỳ và Mông Cổ Tương Lam kỳ, Ngự tiền Đại thần, Lĩnh thị vệ Nội đại thần, Lý phiên viện Thượng thư, Nội đại thần, Tổng Am Đạt. Nhờ công lao, ông được ban hào Phỉ Linh Ngạch Ba Đồ Lỗ, phong tước Nhị đẳng Nam, tặng hàm Thái tử Thái sư. Sau khi qua đời được truy thụy Tương Cần. |
| Phí Dương Cổ             | 费扬古     |                                                | Ô Lạp Na Lạp              | Ban đầu ông thuộc Chính Hoàng kỳ Bao y, sau đãi vào Mãn Châu bổn kỳ, là một tướng lĩnh thời Hoàng Thái Cực. Từ nhỏ ông đã sinh hoạt trong cung, góp công trong nhiều trận chiến như Trận Đại Lăng Hà, Trận Tùng Cẩm. Từng nhậm Nhị đẳng Thị vệ, Nội đại thần, Tổng quản Nội vụ phủ; được phong Kỵ đô úy kiêm Nhất vân kỵ úy. Vì ông cưới Đa La Cách cách - con gái của Bối tử Mục Nhĩ Hỗ , mà được phong làm Đa La Ngạch phò. Ông cũng là cha của Hiếu Kính Hiến Hoàng hậu. |
| Nạp Lan Minh Châu        | 明珠       | tiếng Mãn: ᠮᡳᠩᠵᡠ, chuyển tả: Mingju            | Diệp Hách Na Lạp          | Cháu nội của Kim Đài Cát. Ông là một đại thần, cùng với Sách Ngạch Đồ hình thành nên 2 phe tranh giành quyền lực thời Khang Hi, cũng là người đứng đầu "Đại A ca đảng", ủng hộ Dận Thì. |
| Nạp Lan Tính Đức         | 性德       |                                                | Diệp Hách Na Lạp          | Con trai của Nạp Lan Minh Châu. Ông là một học giả, nhà thơ nổi tiếng của nhà Thanh, được xưng là "Thanh sơ Đệ nhất Từ nhân". Từng nhậm Nhị đẳng Thị vệ, thường xuyên tùy hành theo Khang Hi. |
| Đồ Hải                   | 圖海       | tiếng Mãn: ᡨᡠᡥᠠᡳ, Möllendorff: Tuhai           | Mã Giai                   | Tướng lĩnh, đại thần thời Khang Hi. Ông từng nhậm Nghị chính đại thần, Đại học sĩ của Hoằng Văn điện và Trung Hòa điện, Thượng thư Hình bộ và Lễ bộ. Nhờ công lao mà ông được phong tước Nhất đẳng Trung Đạt công, tặng hàm Thiếu bảo kiêm Thái tử Thái Bảo, sau khi qua đời được truy thụy Văn Tương, phối hưởng Thái miếu. |
| Thiết Bảo                | 鐵保       | tiếng Mãn: ᡨᡳᠶᡝᠪᠣᡠ, Möllendorff: Tiyeboo       | Đổng Ngạc                 | Hậu duệ của Bắc Tống Việt vương Triệu Ti - con trai Tống Thần Tông Triệu Húc. Ông là quan văn thời Càn Long và Gia Khánh, nổi danh về văn chương và thư pháp. Từng đảm nhậm Hàn Lâm viện Thị giảng Học sĩ, Thị độc Học sĩ, Nội các Học sĩ, Tuần phủ Quảng Đông và Sơn Đông; Lễ bộ Thị lang, chủ trì Thi Hội ở Kinh sư, Thi Hương ở Sơn Đông và Thuận Thiên; Tổng đốc Tào Vận và Lưỡng Giang, Quản hạt Giang Tô, Thượng thư Lại bộ và Lễ bộ. Trong lúc đảm nhậm Tổng đốc Tào Vận, ông đã cải cách 11 điều lệ Tào vận. Ông là người đảm nhậm biên soạn Bát kỳ Thông chí, Khâm định Hi triều nhã tụng tập. Bản thân có tác phẩm Duy Thanh Trai toàn tập, Duy Thanh Trai thiếp. |
| Bố Ngạn Thái             | 布彥泰     |                                                | Nhan Trát                 | Là tướng lĩnh thời Gia Khánh và Đạo Quang. Ông từng nhậm Đầu đẳng Thị vệ, Y Lê Lĩnh đội Đại thần, Khách Thập Cát Nhĩ Tổng binh, Tham tán Đại thần, Bạn sự Đại thần, Đô thống Sát Cáp Nhĩ và Mông Cổ Tương Hoàng kỳ, Y Lê Tướng quân, Định Tây Tướng quân, Tổng đốc Thiểm Cam. Ông được khen "Trung thành vì nước, đốc suất hữu phương", tặng hàm Thái tử Thái bảo. |
| Trình Nghiễn Thu         | 程砚秋     |                                                | Trình Giai                | Là một nhà nghệ thuật biểu diễn Kinh kịch, 1 trong "Tứ đại danh đán", người sáng lập "Thanh y Trình phái", từng là Phó viện trưởng Học viện Hí khúc âm nhạc Bắc Kinh. Ông là một nghệ thuật gia yêu nước, hầu hết đều diễn những vở kịch tuyên truyền về lòng yêu nước, cuộc sống của bách tính hoặc sự gian khổ của người phụ nữ trong xã hội cũ.Về sau, ông trở thành một nhà nghiên cứu lý luận Hí khúc, cho ra đời tác phẩm "Trình Nghiễn Thu văn tập". |
| Nhân Hiến Hoàng hậu      | 仁孝皇后   |                                                | Hách Xá Lý                | Còn được biết đến là Hiếu Thành Nhân Hoàng hậu. Con gái của Cát Bố Lạt. Bà là nguyên phối thê tử, Hoàng hậu đầu tiên của Khang Hi. |
| Hiếu Kính Hiến Hoàng hậu | 孝敬憲皇后 |                                                | Ô Lạp Na Lạp              | Con gái của Phí Dương Cổ. Bà là nguyên phối thê tử, Hoàng hậu duy nhất của Ung Chính. |
| Cao Tông Kế Hoàng hậu    | 高宗繼皇后 |                                                | Ô Lạp Na Lạp              | Nguyên dòng dõi thuộc Huy Phát nhưng tự xưng Ô Lạp. Trắc thất, sau trở thành Kế thất và Hoàng hậu thứ hai của Càn Long. |
| Mông Cổ                  |            |                                                |                           | |
| Đức Lăng Thái            | 德楞泰     | tiếng Mãn: ᡩᡝᠯᡝᡵᡨᡝᡳ, chuyển tả: Delertei       | Ngũ Di Đặc                | Danh tướng thời Thanh trung kỳ, có công bình định Bạch Liên giáo thời Gia Khánh. Ông là ái tướng dưới quyền Phúc Khang An, nhiều lần theo Phúc Khang An bình định Đài Loan, thu phục Tây Tạng, bình Khuếch Nhĩ Khách và liên quân Anh quốc, bình Đại tiểu Kim Xuyên. Ông từng nhậm Tây An Tướng quân, sau khi qua đời được truy thụy Tráng Quả. |

Hán Quân
- Chu Quốc Trị
- Điền Văn Kính
- Trịnh Khắc Sảng
- Trịnh Khắc Học
- Chu Toàn Bân

Hậu duệ
- Uông Tiểu Phỉ
- Lý Chí Hy